# Токарєв Валерій Іванович
Вале́рій Іва́нович То́карєв (нар. 29 жовтня 1952, Капустин Яр, Астраханська область) — російський космонавт-випробувач Центру підготовки космонавтів ім. Ю. Гагаріна; російський полковник ВПС. У 2008—2012 рр. — голова Ростовського району, Ярославської області. У 2013—2018 роках був керівником Зоряного міста Московської області.
Фігурант бази даних центру «Миротворець» (свідоме порушення державного кордону України (на окупованих територіях — зокрема, «ДНР»), співпраця з проросійськими терористичними організаціями, участь у пропагандистських заходах проти України).

## Біографія
Народився 29 жовтня 1952 року у військовому містечку полігону Капустин Яр в Астраханській області у сім'ї військовослужбовця. Жив у селі Осенєво Гаврилів-Ямського району Ярославської області, тут закінчив 8 класів; 9 та 10 класи закінчив у середній школі № 3 міста Ростова Ярославської області.
З 1969 по 1973 рік — курсант Ставропольського вищого військового авіаційного училища льотчиків та штурманів. З 1973 року льотчик, з 1975 — старший льотчик, з 1977 — командир авіаційної ланки, з 1980 — заступник командира авіаційної ескадрилії винищувального авіаційного полку ВПС, що базувався у селищі Домбаровський Оренбурзької області.
У 1981—1982 роках проходив підготовку у 267-му центрі випробування авіаційної техніки та підготовки льотчиків-випробувачів у місті Ахтубінськ Астраханської області. З 1982 року — льотчик-випробувач, з 1985 — старший льотчик-випробувач філії науково-випробувального інституту ВПС ім. В. П. Чкалова в селищі Кіровське в Криму, з 1986 — заступник командира авіаційної ескадрилії з політичної частини. Валерій Токарєв має досвід польотів на 56 видах літаків та гелікоптерів. Зокрема він відчував палубні літаки четвертого покоління, літаки вертикального зльоту та посадки, такі як Су-27 K, Міг-29 K, Як-38 M, Су-25; бомбардувальник Су-24 M, авіаційні комплекси ТАКР типу «Київ», «Баку», «Адмірал флоту Радянського Союзу Кузнєцов».
У 1987 році розпочалася космічна підготовка Валерія Івановича, коли його було відібрано для роботи за програмою «Буран». З 1989 року полковник. У 1989—1991 роках проходив загальнокосмічну підготовку в Центрі підготовки космонавтів ім. Ю. А. Гагаріна . 5 квітня 1991 року став космонавтом-випробувачем. У лютому 1992 року відмовився приймати присягу незалежній Україні; усунений з посади, знято з льотної роботи та виведено за штат. У 1992—1993 роках старший льотчик-випробувач Державного Червонопрапорного науково-випробувального інституту ВПС в Ахтубінську. З 1993 — космонавт-випробувач, старший льотчик-випробувач групи космонавтів інституту, з 1994 — командир групи космонавтів інституту. У 1996 році група космонавтів інституту розформована, Токарєва виведено за штат інституту. У 1997 році зарахований до загону космонавтів РДНДІ ЦПК космонавтом-випробувачем.

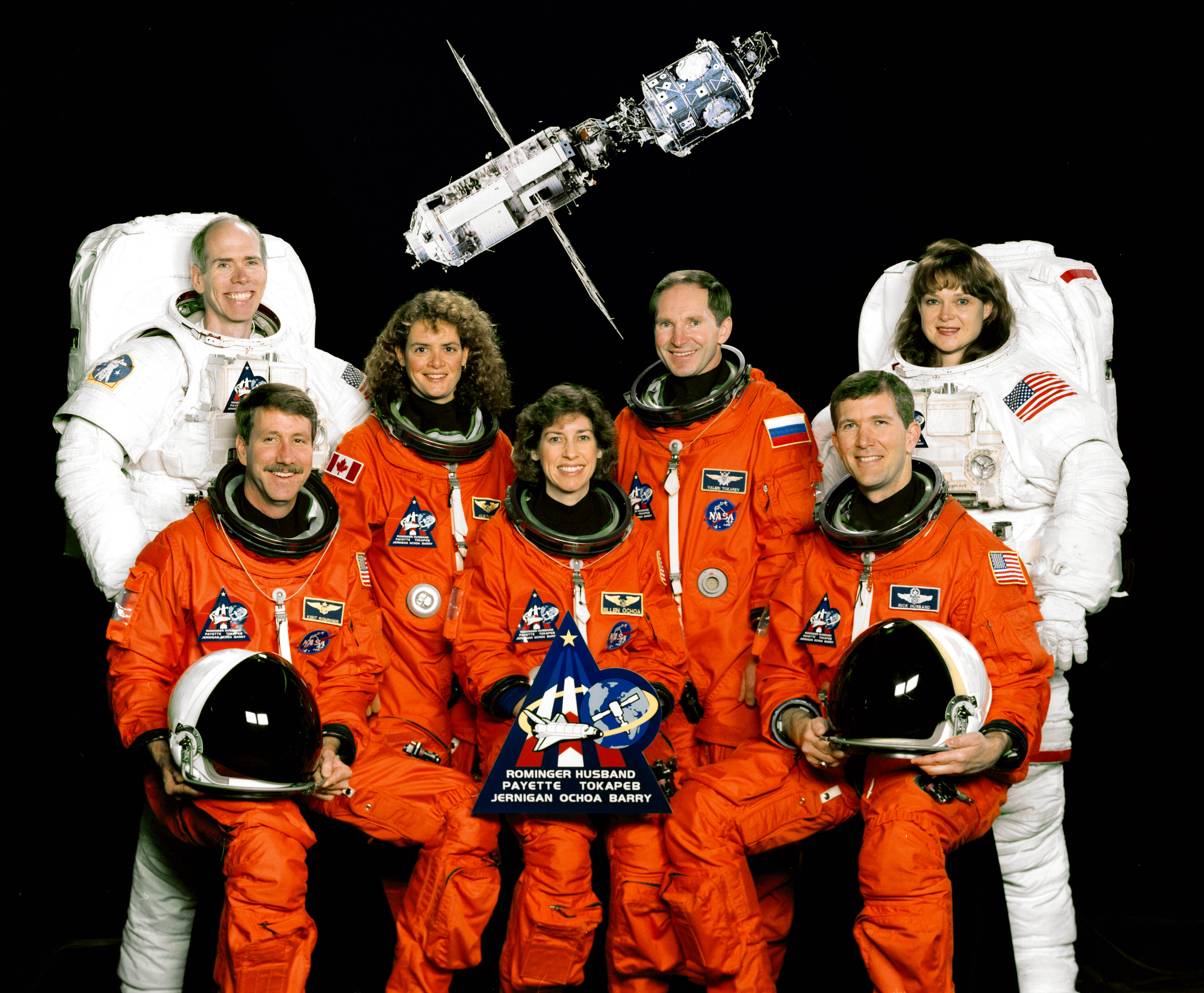
Екіпаж STS-96

20 жовтня 1997 року затверджений командиром дублювального екіпажу 1-ї російської експедиції відвідування Міжнародної космічної станції. У 1997—1998 роках проходив підготовку в Центрі підготовки космонавтів. У грудні 1998 року Спільна (РКА та NASA) комісія з планування польотів на Міжнародну космічну станцію призначила Ст. І. Токарєва в екіпаж шатлу «Діскавері STS-96» замість Юрія Івановича Маленченка. З січня по травень 1999 року проходив підготовку у складі екіпажу STS-96 у Космічному центрі імені Джонсона . З 27 травня по 6 червня 1999 року здійснив свій перший космічний політ (9 діб 19 годин 14 хвилин 16 секунд) як спеціаліст польоту шатла «Діскавері» STS-96 за програмою складання Міжнародної космічної станції; другий російський космонавт, який побував на Міжнародній космічній станції.
Проходив підготовки як командир другого екіпажу ТК «Союз ТМ» 1-ї російської експедиції відвідування Міжнародної космічної станції за програмою «МКС-Т1» (1999); як бортінженер та командира ТК «Союз ТМА» у складі основного екіпажу МКС-8, командира ТК «Союз ТМА» та бортінженера МКС дублювального екіпажу 8-ї експедиції (МКС-8д) та основного екіпажу 9-ї експедиції (МКС-9) разом із Вілльямом МакАртуром ; у тій же якості в дублювальний екіпаж 10-ї експедиції (МКС-10д) та в основний екіпаж 12-ї експедиції (МКС-12) з ним же.
Статистика
| # | Стартовий корабель | Старт, UTC         | Експедиція           | Корабель посадки | Посадка, UTC       | Наліт                       | Виходи у відкритий космос | Час у відкритому космосі |
| - | ------------------ | ------------------ | -------------------- | ---------------- | ------------------ | --------------------------- | ------------------------- | ------------------------ |
| 1 | Дискавері STS-96   | 27.05.1999 , 10:49 | Дискавері STS-96     | Дискавері STS-96 | 06.06.1999 , 06:02 | 09 діб 19 годин 13 хвилин   | 0                         | 0                        |
| 2 | Спілка ТМА-7       | 01.10.2005 , 03:54 | Спілка ТМА-7, МКС-12 | Спілка ТМА-7     | 08.04.2006 , 23:47 | 189 діб 19 годин 52 хвилини | 2                         | 11 годин 05 хвилин       |
|   |                    |                    |                      |                  |                    | 199 діб 15 годин 05 хвилин  | 2                         | 11 годин 05 хвилин       |

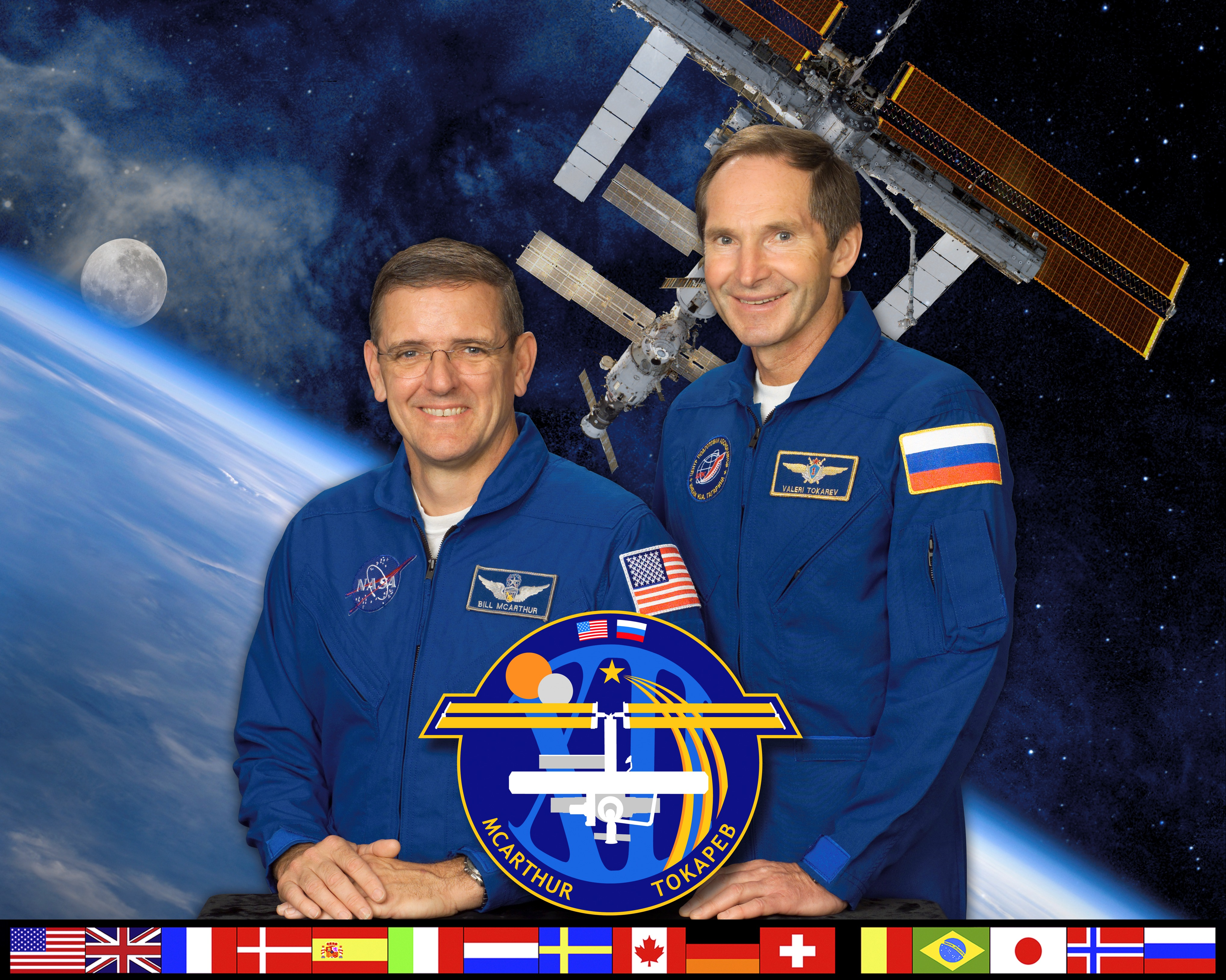
Екіпаж МКС-12

Декілька років був командиром групи космонавтів у загоні космонавтів ЦПК імені Гагаріна.
У березні 2008 року обраний, набравши 56,7 % голосів виборців, головою Ростовського району Ярославської області ; як наслідок, у травні 2008 року вибув із загону космонавтів ЦПК, у червні 2008 року звільнений зі Збройних Сил Російської Федерації у званні полковника. У березні 2009 року, не залишаючи посади голови району, знову зарахований до загону космонавтів ЦПК на посаду інструктора-космонавта-випробувача.
8 вересня 2013 року обраний головою Зоряного містечка на п'ять років, отримавши 67,9 % голосів.
Освіта: Військово-повітряна академія у 1993 році. Спеціальність — командно-штабна, Академія народного господарства при Уряді Російської Федерації — магістр державного та муніципального управління.
- Герой Російської Федерації (23 грудня 2000) — за мужність і героїзм, виявлені під час міжнародного космічного польоту[6] ;
- орден «За заслуги перед Батьківщиною» IV ступеня (2006);
- орден «За службу Батьківщині у Збройних Силах СРСР» ІІІ ступеня (1978);
- медаль «За заслуги в освоєнні космосу» (12 квітня 2011 року) — за великі заслуги в галузі дослідження, освоєння та використання космічного простору, багаторічну сумлінну роботу, активну громадську діяльність[7] ;
- медаль «60 років Збройних Сил СРСР» (1978);
- медаль «70 років Збройних Сил СРСР» (1988);
- медалі «За бездоганну службу» І, ІІ та ІІІ ступенів;
- медаль Олексія Леонова (Кемеровська область, 2015) — за два вчинені виходи у відкритий космос[8] ;
- медаль «За космічний політ» (NASA, 1999, 2006);
- Льотчик-космонавт Російської Федерації (10 вересня 1999) — за високий професіоналізм, виявлений при здійсненні космічного польоту у складі екіпажу американського космічного корабля багаторазового використання «Діскавері»[9] ;
- Почесний громадянин міст Ростов та Кіржач ;
- Почесний президент федерації боротьби самбо та дзюдо міста Ярославля .